# Ameletus oregonensis
Ameletus oregonensis är en dagsländeart som beskrevs av Mcdunnough 1933. Ameletus oregonensis ingår i släktet Ameletus och familjen Ameletidae. Inga underarter finns listade i Catalogue of Life.